# Корф, Модест Андреевич
Барон (с рождения), граф (с 1 января 1872) Моде́ст Андре́евич Корф (11 [23] сентября 1800, Санкт-Петербург — 2 [14] января 1876, там же) — государственный деятель Российской империи, доверенное лицо императора Николая I, историк и библиограф

. Один из первых выпускников (в 1817) Царскосельского лицея. Директор Императорской Публичной библиотеки (1849—1861), председатель Бутурлинского комитета, главноуправляющий Вторым отделением (1861—1864). Камергер (1827), статс-секретарь (1834), действительный тайный советник (1854).
Автор мемуаров, печатавшихся в «Русской старине» в 1899—1904 гг. с собственноручными пометками Александра II.

## Биография
Модест Андреевич Корф происходил из курляндских дворян. Родился в семье барона Андрея Фёдоровича Корфа 11 (23) сентября 1800 года.
Учился в Царскосельском лицее первого выпуска (вместе с Пушкиным), лицейское прозвище — «дьячок Мордан» (от фр. mordant — кусачий). Служил сначала в Министерстве юстиции и в комиссии составления законов, затем в Министерстве финансов. Потом около 5 лет состоял при Сперанском во II отделении Собственной Его Императорского Величества канцелярии, оставаясь в то же время начальником 1-го отделения департамента разных податей и сборов Министерства финансов. Был пожалован придворными званиями камер-юнкера и камергера (1827).

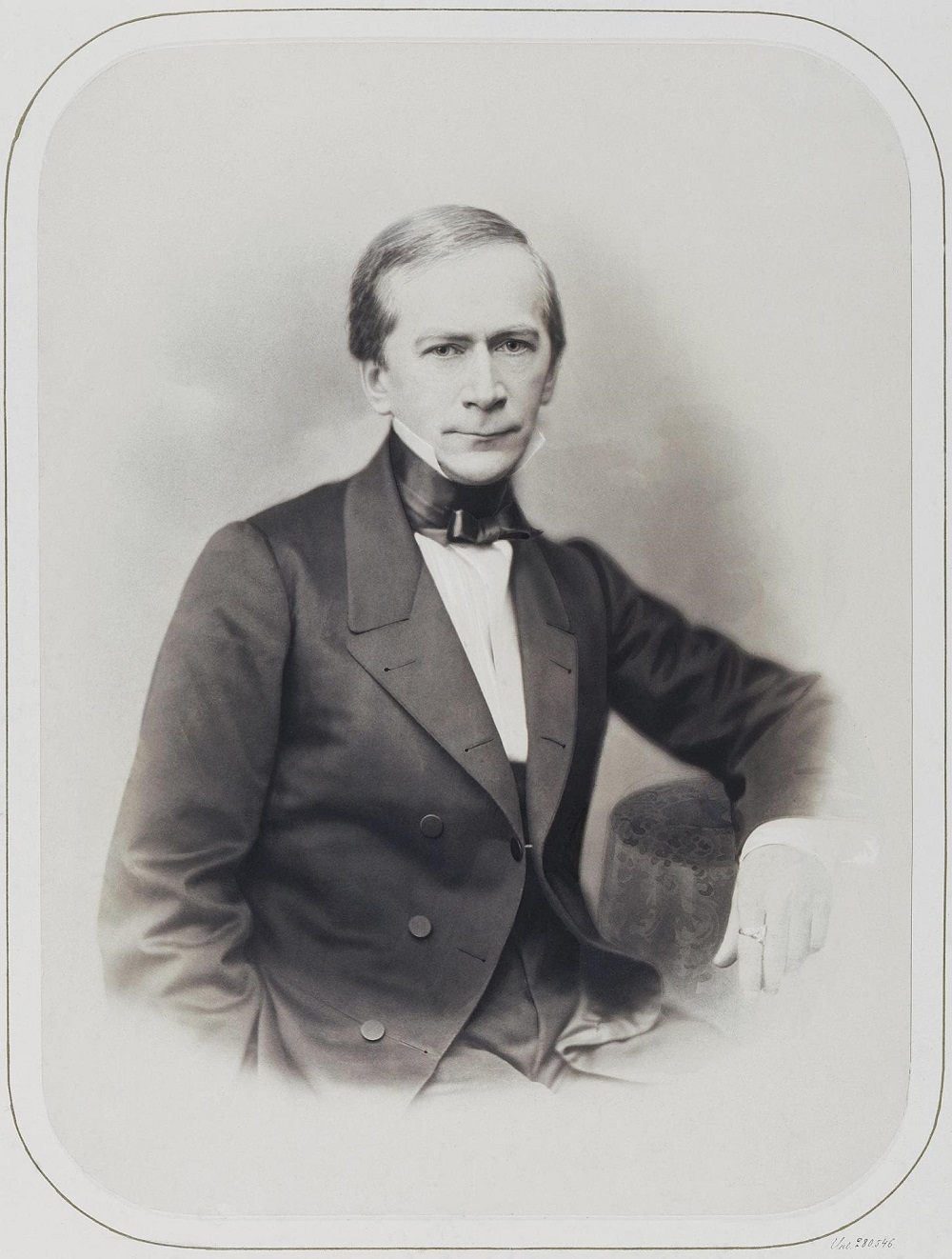
М. А. Корф, фото 1860 г.

С 1831 года управлял делами Комитета министров, с 1834 — был государственным секретарём, с 1843 года — членом Государственного совета.

В отношении к своим подчинённым был добрым и любящим начальником; от высшего до низшего все могли ожидать справедливого внимания к своим трудам и готовности помочь каждому в нужде. Порядок делопроизводства был доведён до совершенства. Дела решались безостановочно; … он обладал мастерством в изложении самых запутанных дел; сжатость и ясность речи достигли под его пером высшей степени.
В 1840—1860-х годах преподавал юридические науки сыновьям императоров Николая I (великим князьям Константину, Николаю и Михаилу Николаевичам) и Александра II (цесаревичу Николаю, великим князьям Александру и Владимиру Александровичам). В 1840—1850-х годах состоял членом секретных комитетов по крестьянским делам, в т. ч. Секретного (с 1858 — Главного) комитета по крестьянскому делу (1857—1861). 
В 1848 году назначен членом негласного комитета для надзора за книгопечатанием («Бутурлинский комитет»), одним из инициаторов создания которого он был; в апреле 1855 году стал его председателем.
В 1849—1861 годах состоял директором Санкт-Петербургской публичной библиотеки, в делах которой и позже принимал горячее участие. Будучи директором библиотеки, обновил и преобразовал её, обосновал увеличение её средств, привлёк к ней внимание публики, привлёк частные пожертвования, облегчил доступ в библиотеку, продвинул составление каталогов, основал особый отдел иностранных книг о России (Rossica). Почётный член Петербургской Академии наук с 1852 года.
В 1861 году был назначен главноуправляющим II отделением собственной Его Императорского Величества канцелярии, а в 1864 году — председателем департамента законов Государственного совета. В 1872 году возведён в графское достоинство.
Умер 2 (14) января 1876 года в Санкт-Петербурге. Похоронен в Александро-Невской лавре на Никольском кладбище (Никольская дорожка).

## Библиография

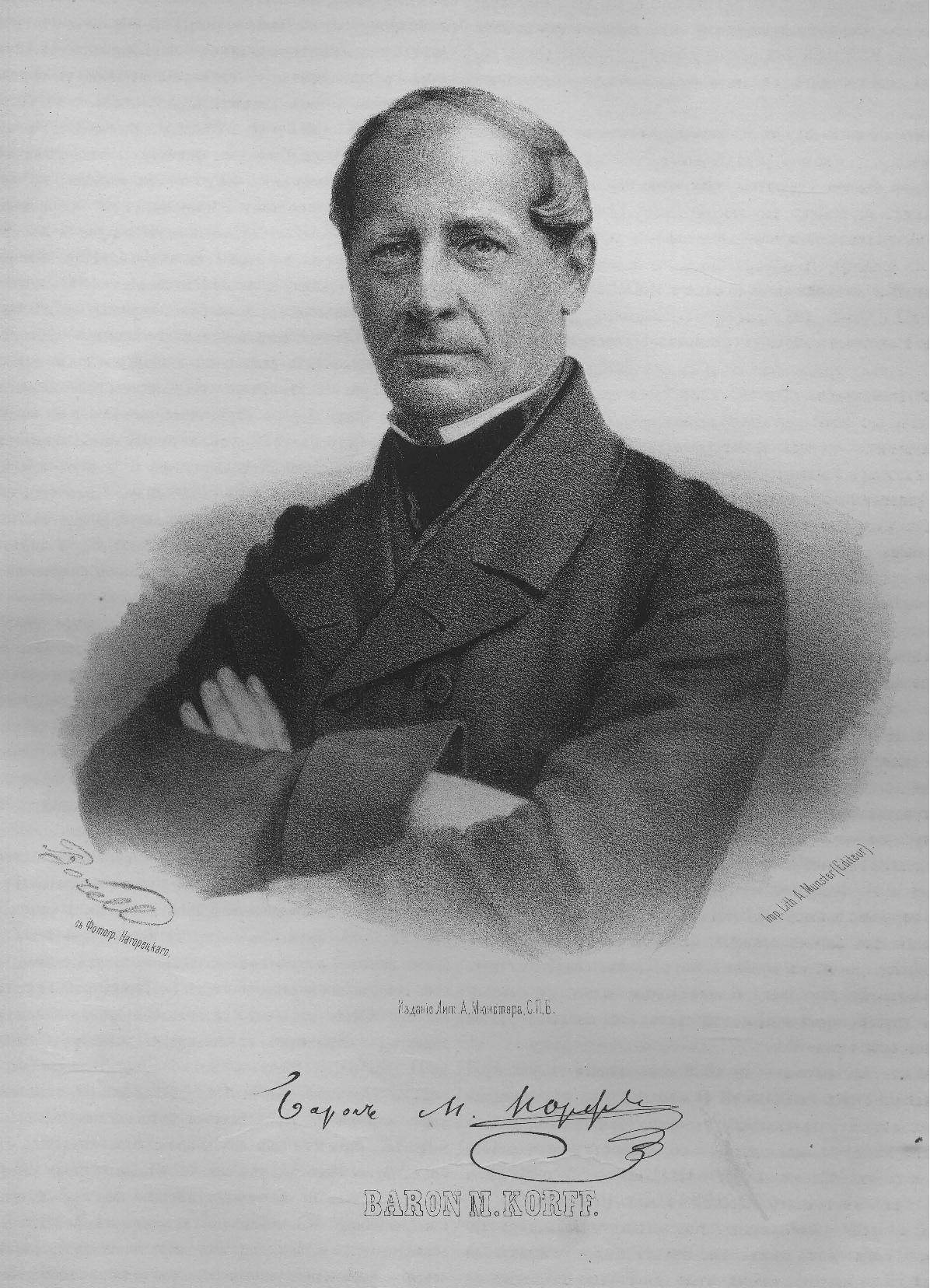
М. А. Корф, 1865

## Награды

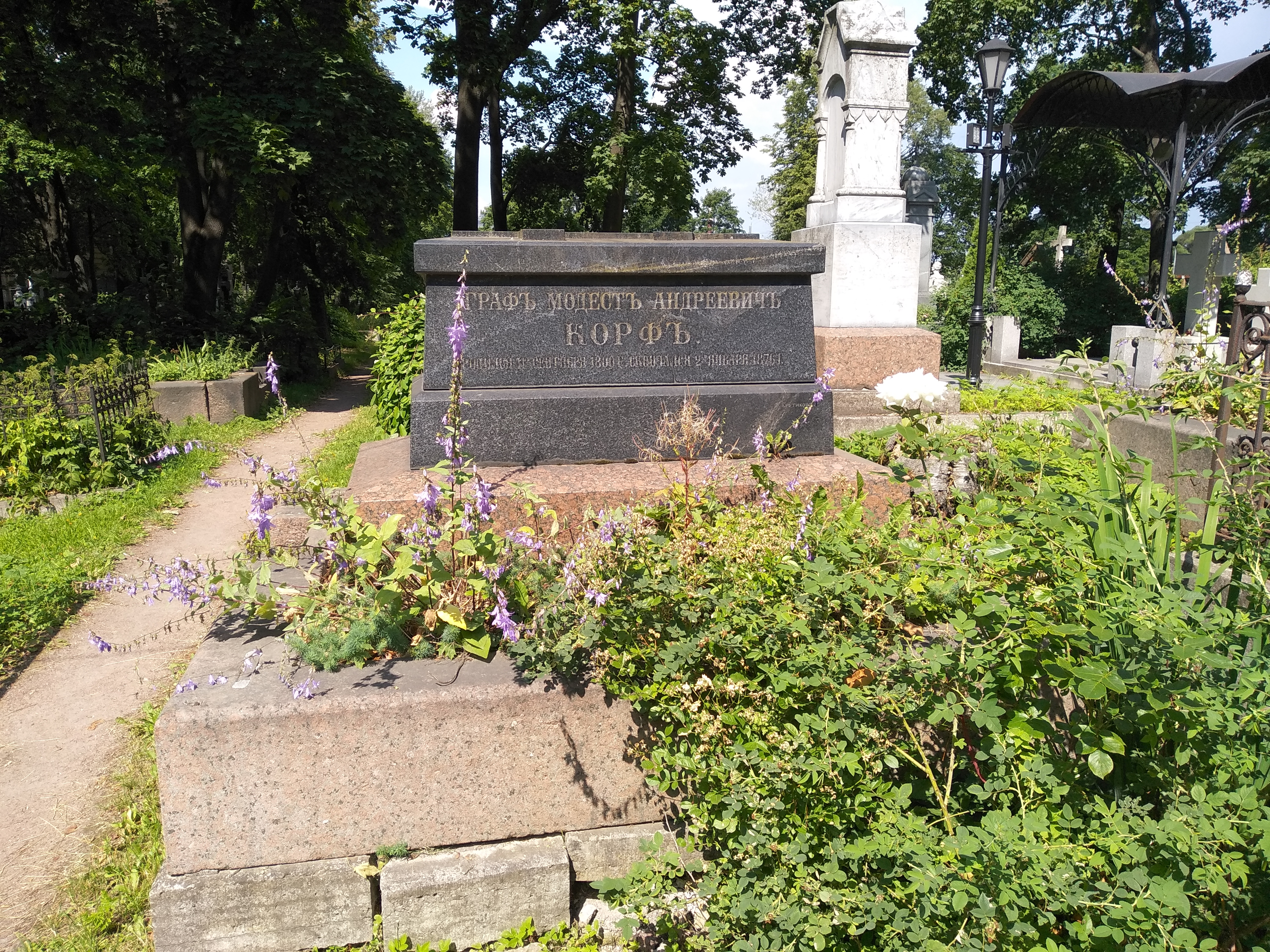
Могила Корфа на Никольском кладбище Александро-Невской лавры в Санкт-Петербурге.

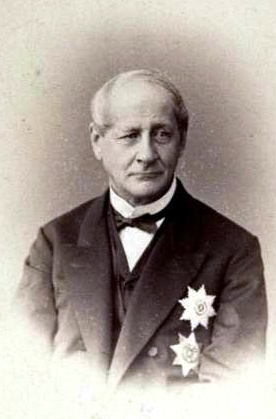
Фотопортрет М. А. Корфа работы К. Бергамаско.

- Орден Святой Анны 3-й степени (21.03.1819)[2]
- Орден Святого Владимира 4-й степени (03.01.1821)[2]
- Орден Святой Анны 2-й степени (31.12.1825)[1]
- Орден Святого Владимира 3-й степени (19.01.1828)
- Орден Святого Станислава 2-й степени (22.01.1830)
- Орден Святого Станислава 1-й степени (15.12.1832)
- Высочайшая благодарность (28.02.1833)
- Орден Святой Анны 1-й степени (06.04.1835), императорская корона к этому ордену (31.12.1835)
- Орден Святого Владимира 2-й степени (25.06.1839)[6].
- Орден Белого орла (16.04.1841)
- Орден Святого Александра Невского (28.12.1846), алмазные знаки к этому ордену (01.01.1851)
- Табакерка с алмазами и портретом императора Николая I (02.04.1848)
- Бриллиантовый перстень с портретом Его Императорского Величества (08.02.1853).
- Бриллиантовый перстень с портретом Его Императорского Величества (17.04.1857).
- Орден Святого Владимира 1-й степени (08.09.1859).
- Высочайший рескрипт (16.12.1861).
- Табакерка с алмазами и портретом императора Александра II (15.07.1865).
- Орден Святого апостола Андрея Первозванного (16.04.1867)[7], алмазные знаки к этому ордену (01.01.1870).
- Знак отличия беспорочной службы за XV лет (22.08.1833)
- Знак отличия беспорочной службы за XX лет (22.08.1838)
- Знак отличия беспорочной службы за XXV лет (22.08.1843)
- Знак отличия беспорочной службы за XXX лет (22.08.1849)
- Знак отличия беспорочной службы за XXXV лет (22.08.1854)

## Семья

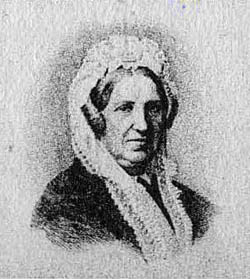
Ольга Фёдоровна, жена

Был женат на своей двоюродной сестре баронессе Ольге Фёдоровне Корф (1810—1884), дочери обер-коменданта в Митаве, барона Фёдора Фёдоровича Корфа (1760—1813) и Марии Сергеевны Смирновой (1783—15.04.1854). Брак был счастливым. По воспоминаниям Я. К. Грота, в семействе Корфа был «патриархальный быт, посреди которого он вырос в доме своих родителей, благочестие, полное согласие между членами семьи, гостеприимство, доброта, ласка ко всем были отличительными чертами этого быта». По рассказам сына писателя М. Загоскина:
Ольга Фёдоровна была некрасивая собой и мало светская, но умная и образованная, она отличалась замечательною добротою и любовью к ближнему... Корфы жили в полном согласии и любви, и добрейшая Ольга Фёдоровна во всем старалась уступать мужу — даже в игре в карты, до которых была большая охотница.
 В браке имели сына и нескольких дочерей.
- Мария Модестовна (1830—1887), фрейлина двора, в первом браке (с 5 ноября 1852 года)[11] за капитаном Федором Яковлевичем Григоровым (1820), во втором (с 1864 года) за надворным советником Константином Дмитриевичем Шидловским (1820—1887).
- Модест Модестович (1843—1937), статский советник, удостоенный придворного звания «в должности гофмейстера», активный пашковец и проповедник этого направления, в 1884 году выслан из России, жил за границей. Женат (с 31.08.1879, Женева) на Елене Михайловне Шулепниковой (1853— ?).
- Ольга Модестовна (1844— ?), фрейлина двора, замужем (с 30.07.1865, Висбаден) за Е. У. Араповым.
- Елена Модестовна (1852—1864), автор книги «История моего котёнка» (СПб., 1863. — [2], 4 с.; 2-е изд. 1864. Тираж каждого издания— 30 экз.).